# Loxigilla
A Loxigilla  a madarak osztályának verébalakúak (Passeriformes) rendjébe és a tangarafélék (Thraupidae) családjába tartozó nem.

## Rendszerezésük
A nemet René Primevère Lesson francia orvos, ornitológus írta le 1831-ben, besorolásuk vitatott, egyes szervezetek csak két  fajt sorolnak ide, kettőt pedig a Melopyrrha nembe.
- bajszos pirókpinty (Loxigilla noctis)
- barbadosi pirókpinty (Loxigilla barbadensis)
- vörösfejű pirókpinty (Loxigilla portoricensis[1] vagy Melopyrrha portoricensis)[2]
- ibolyakék pirókpinty (Loxigilla violacea[1] vagy Melopyrrha violacea)[2]